# Коншас
Коншас (порт. Conchas)  —  муниципалитет в Бразилии, входит в штат Сан-Паулу. Составная часть мезорегиона Бауру. Входит в экономико-статистический  микрорегион Ботукату. Население составляет 17 132 человека на 2006 год. Занимает площадь 468,243 км². Плотность населения — 36,6 чел./км².

## Статистика
- Валовой внутренний продукт на 2003 составляет 154.679.856,00 реалов (данные: Бразильский институт географии и статистики).
- Валовой внутренний продукт на душу населения на 2003 составляет 9.601,48 реалов (данные: Бразильский институт географии и статистики).
- Индекс развития человеческого потенциала на 2000 составляет 0,796 (данные: Программа развития ООН).

## География
Климат местности: субтропический. В соответствии с классификацией Кёппена, климат относится к категории Cfa.